# ASEK
ASEK(Aircrew Survival Egress Knife)は、アメリカ陸軍の航空機搭乗員が用いるサバイバルナイフである。オンタリオナイフ社によって設計・製造され、2003年から導入された。

## 開発と採用
ASEKは、鞘、柄、砥石、耐腐食能力に問題のあった「ナイフ・ハンティング・サバイバル・パイロット」を代替している(当ナイフは1958年に設計され、アメリカ軍によって使用され、オンタリオナイフ社によって製造されている。2014年現在、完全には代替されていない)。アメリカ陸軍航空部門によって設定された代替ナイフの必要条件は以下のようなものであった。
- 航空機の外装及びアクリルガラスの切断
- 裁断
- 打撃

必須とされた特徴は以下の通りであった。
- 刺突用のポイント
- ハンドガード
- 耐久性
- 軽量
- 槍として用いるため、ナイフを棒に結ぶための穴

絶縁された柄など他の特徴は、望ましいとされたものの、必要とまではされなかった。シートベルトを切断するための特殊な機構とダイヤモンドでコーティングされたディスク状砥石が鞘に覆われている。ASEKはマサチューセッツ州ネイティックのアメリカ陸軍兵士システムセンターで行われたトライアルの後、採用された。
航空生命維持機材(ALSE)ベストに装備するべく、アメリカ陸軍国防補給センターは2004年と2005年に11,881本のASEKを調達した。

## 将来

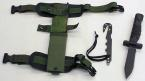
ASEK

ASEKには航空機からの脱出を補助するいくつかの機構がある。例えばアクリルガラスを割るハンマーとしての能力や、航空機の外装アルミニウムを貫通する能力などである。またドライバーや精密なエッジマーカーとしても使うことができる。並びにシートベルトを切断するためのセパレートブレードやダイヤモンドディスク砥石を有している。ナイフは長さ26センチメートル、刃渡り13センチメートル、刃厚4.76ミリメートルであり、刃は1095炭素鋼からできている。
当初、絶縁された柄は望ましいものの、必須ではないと考えられた。しかし後にアメリカ陸軍航空医学研究所(USAARL)は、オンタリオのナイフの柄が絶縁されていないのは問題であると考え、オンタリオはこの条件を満たすためにASEKを再設計した。

## ガーバー LMF II ASEK

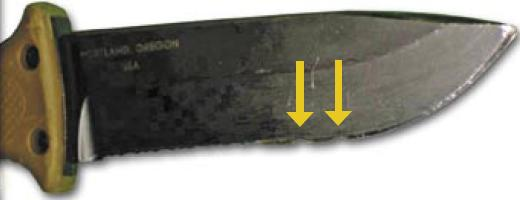
Gerber LMF II ASEKは220ボルトの電線を切断することができる。矢印は刃へのダメージが最小になるポイントである。

2005年5月、ガーバー社は評価のため、自社のASEK対応ナイフ(LMF IIの名前で販売されていた)を軍に紹介した。ガーバーのASEKは全ての要件を満たし、絶縁面ではオンタリオのASEKを上回った。ガーバーのASEKは軍より調達を承認され、ガーバー社はACUに調和できる緑色の柄を備えたさらなるバージョンを発表した。ナイフにはen:MOLLEベストに装着できる別々の鞘を有するパラシュートカッターが付属している。